# P.Y.T. (Pretty Young Thing)
"P.Y.T. (Pretty Young Thing)" là một bài hát của ca sĩ người Mỹ Michael Jackson. Đây là đĩa đơn thứ 6 trích từ album phòng thu thứ sáu của Jackson, Thriller (1982). Phiên bản demo đầu tiên của "P.Y.T." được sáng tác bởi Jackson và Greg Phillinganes, nhưng Quincy Jones không thích nó nhưng thích tiêu đề bài hát, và đã cùng với James Ingram tạo ra một bài hát hoàn toàn mới với tiêu đề đó. Phiên bản demo sau này được giới thiệu trong album The Ultimate Collection.
Đĩa đơn được phát hành vào ngày 19 tháng 9 năm 1983, và đã đạt vị trí thứ 10 trên bảng xếp hạng Billboard Hot 100 và thứ 46 trên bảng xếp hạng Hot Black Singles, trở thành hit top 10 thứ 6 liên tiếp từ album. Tại Anh, bài hát đạt đến vị trí thứ 11. Bài hát đã được cover và lấy mẫu bởi nhiều nghệ sĩ, như: Monica, Justin Guarini và Kanye West. Bản demo ban đầu cũng được phối lại bởi ca sĩ will.i.am của nhóm The Black Eyed Peas cho Thriller 25.
"P.Y.T. (Pretty Young Thing)" không bao giờ được trình diễn trực tiếp bởi Jackson. Tuy nhiên, trong một buổi diễn tập cho Dangerous World Tour, Jackson đã hát một phần nhỏ của phiên bản demo, mô tả nó như là "cái gì đó tôi đã viết nhưng chưa từng ghi âm lại."

## Danh sách track

### 45 RPM
Mặt A
1. P.Y.T (Pretty Young Thing) – 3:58

Mặt B
1. Workin' Day and Night (Live-Jacksons) – 4:26

### Đĩa đơn Disco
Mặt A
1. P.Y.T (Pretty Young Thing) – 3:58

Mặt A
1. This Place Hotel – 4:41
2. Thriller (không lời) – 5:56

## Phiên bản chính thức
- Bản Album – 3:58
- Bản Demo – 3:47
- Bản 2008 Remix với will.i.am – 4:21
- Bản Không lời (chưa từng phát hành) – 3:58

## Xếp hạng

### Xếp hạng tuần
| Bảng xếp hạng (1983-1984)                       | Vị trí cao nhất |
| ----------------------------------------------- | --------------- |
| Australia (Kent Music Report)                   | 40              |
| Bỉ (Ultratop 50 Flanders)                       | 6               |
| Belgium (VRT Top 30 Flanders)                   | 7               |
| Canada (CHUM)                                   | 11              |
| Canada Adult Contemporary (RPM)                 | 13              |
| Canada Top Singles (RPM)                        | 17              |
| Trường songid là BẮT BUỘC CHO BẢNG XẾP HẠNG ĐỨC | 51              |
| Hà Lan (Dutch Top 40)                           | 13              |
| Hà Lan (Single Top 100)                         | 14              |
| Ireland (IRMA)                                  | 4               |
| Poland (LP3)                                    | 19              |
| Anh Quốc (OCC)                                  | 11              |
| US Billboard Adult Contemporary                 | 37              |
| US Billboard Hot 100                            | 10              |
| US Billboard Hot Black Singles                  | 46              |
| US Cash Box                                     | 15              |

| Bảng xếp hạng (2009)                      | Vị trí cao nhất |
| ----------------------------------------- | --------------- |
| Belgium (Back Catalogue Singles Flanders) | 26              |
| Canada (Hot Canadian Digital Singles)     | 48              |
| Hà Lan (Single Top 100)                   | 68              |
| Thụy Sĩ (Schweizer Hitparade)             | 92              |
| UK Singles (Official Charts Company)      | 98              |
| US Billboard Hot Digital Songs            | 14              |

| Bảng xếp hạng (1983) | Vị trí |
| -------------------- | ------ |
| US Cash Box          | 96     |

| Bảng xếp hạng (1984)           | Vị trí |
| ------------------------------ | ------ |
| Belgium (Ultratop 50 Flanders) | 65     |